# Earle Brown
Earle Brown (Lunenburg, 26 dicembre 1926 – Rye, 2 luglio 2002) è stato un compositore statunitense.
Noto per le sue collaborazioni con John Cage, Jackson Pollock e Alexander Calder, è uno dei massimi protagonisti dell'avanguardia americana, caratterizzandosi per una scrittura parzialmente aleatoria, aperta alle istanze performative.
Tra i suoi lavori: Folio (1952) per esecutori non precisati; Light Music (1961) per luci elettriche, gruppo di strumenti elettronici e grande orchestra; Cross Sections and Color Fields (1975) e  Sounder Rounds (1983) per orchestra; Special Events (1998) per violoncello e pianoforte, uno degli ultimi lavori composti da Brown.